# 공인계리사
공인계리사(公認計理士)는 금융감독원에서 지도,감독하는 자격사로 국내외 보험상품 관련 제도를 조사하고, 소비자심리 및 보험료에 영향을 미치는 요인을 분석하는 일을 하는 보험 및 금융 상품 개발자를 말한다.
표준산업분류에서는 보험 및 연금관련 서비스업으로 분류한다.

## 공인계리사 업무범위
통계학을 이용한 분석결과를 토대로 국내사회환경과 경제실정에 맞는 보험상품을 개발한다. 수학, 통계학, 재무이론, 확률 등의 지식을 적용해 개발된 보험상품에 적합한 보험료와 책임준비금을 산출한다.
보험약관에 의한 대출금을 계산하고 각종 적립금이나 준비금 등을 평가하여 보험사업 전반에 걸친 수리 및 통계분석 업무를 한다. 사망률, 재해율, 질병, 장애, 퇴직률 등을 평가하고 각종 통계를 분석한다.
보험회사의 투자, 경영, 재무 관련 위험성을 분석·평가·진단하여 보험회사의 손익을 계산한다. 각종 통계자료의 분석을 통해 경영지표를 수립·제시한다. 기타 보험수리와 관련된 업무를 한다.

## 수행업무 및 자격취득

### 수행업무
보험은 대수의 법칙과 수지상등의 원칙 등 보험수리적 원리에 기초하여 성립된 제도로써, 이러한 보험수리와 관련된 제반업무를 수행하는 자가 공인계리사이며 수행업무는 다음과 같다.
- 보험료 및 책임준비금 산출방법서의 작성에 관한 사항
- 책임준비금·비상위험준비금 등 준비금의 적립과 준비금에 해당하는 자산의 적정성에 관한 사항
- 잉여금의 배분·처리 및 보험계약자 배당금의 배분에 관한 사항
- 지급여력비율 계산중 보험료 및 책임준비금과 관련된 사항
- 상품공시자료중 기초서류와 관련된 사항

### 업무구분
- 고용공인계리사 : 보험사업자에게 고용된 공인계리사
- 독립공인계리사 : 보험사업자에게 고용되지 않고 보험계리업을 독립적으로 영위하는 공인계리사
- 선임계리사 : 기초서류의 내용 및 보험계약에 의한 배당금계산등 확인업무를 담당하는 공인계리사

### 자격취득
금융감독원에서 실시(제23회 공인계리사시험부터 보험개발원이 위탁받아 수행)하는 1차 및 2차 시험에 합격하고 일정기간의 수습을 필한 후 금융감독원에 등록함으로써 자격을 취득한다

#### 응시자격 및 시험면제
- 1차시험 : 학력, 성별, 연령, 경력, 국적 등의 일체 제한이 없음
- 2차시험 : 당해년도 및 직전년도 공인계리사 제1차시험에 합격한 자('95년이전 합격자 포함), 금융감독원, 보험회사, 보험협회, 보험요율산출기관(보험개발원)에서 보험수리업무에 5년이상 종사한 경력이 있는 자
- 시험면제 : 금융감독원, 보험회사, 보험협회, 보험요율산출기관(보험개발원)에서 보험수리업무에 5년이상 종사한 경력이 있는 자(1차시험 면제), 1차시험에 합격한 자는 다음 번 시험에 한하여 1차시험 면제 (단, 1995년이전 합격자는 계속 면제 유효)

#### 시험과목 및 방법
- 1차 시험 : 보험계약법(상법 제4편) 및 보험업법, 경제학원론 및 경영학중 택일, 영어 및 일어중 택일, 보험수학
- 시험방법 : 선택형(4지 선택형 택1)에 의하되 기입형을 병용할 수 있음

- 2차 시험 : 보험이론 및 실무, 회계학, 보험수리
- 시험방법 : 논문형에 의하되 선택형 또는 기입형을 병용할 수 있음

### 합격자 결정·실무수습·등록
- 합격자 결정 : 제1차 시험은 매과목별 배점의 100분의 40이상을 득점하고, 전과목 배점합계의 100분의 60이상을 득점한 자, 제2차 시험은 매과목별 배점의 100분의 40이상을 득점하고, 전과목 배점합계의 100분의 60이상을 득점한 자, 다만, 미리 선발 예정인원을 공고한 경우에는 매과목 40점이상, 전과목 평균 60점 이상 득점한 자가 선발예정인원에 미달시 매과목별 배점의 100분의 40이상을 득점한 자 중에서 전과목 총득점에 의한 고득점자순으로 선발예정인원의 범위안에서 합격자를 결정할 수 있음

- 실무실습 : 금융감독원, 보험사업자, 보험협회, 보험요율산출기관 및 기타 금융감독위원회가 지정하는 기관
- 기간 : 6개월, 단 실무수습대상기관에서 보험수리업무에 2년 이상 종사한 경력이 있는 자(면제), 금융감독위원회가 인정하는 외국의 공인계리사자격을 가진 자(면제)는 제외된다.
- 등록안내 : 보험전문인(공인계리사.손해사정사) 등록